# Kokoppia rafalskii
Kokoppia rafalskii är en kvalsterart som först beskrevs av Hammer 1968.  Kokoppia rafalskii ingår i släktet Kokoppia och familjen Oppiidae. Inga underarter finns listade i Catalogue of Life.